# Namibe (prowincja)
Namibe – jedna z 18 prowincji Angoli, znajdująca się w południowo-zachodniej części kraju. Zajmuje powierzchnię 58 137 km², z czego znaczną część zajmuje pustynia Namib. Stolicą prowincji jest miasto Moçâmedes. 
Namibe graniczy od północy z prowincją Benguela i na wschodzie z prowincjami Huíla i Cunene. Na południu granicę z Republiką Namibii wyznacza rzeka Kunene, a na zachodzie jest widok na Ocean Atlantycki. 

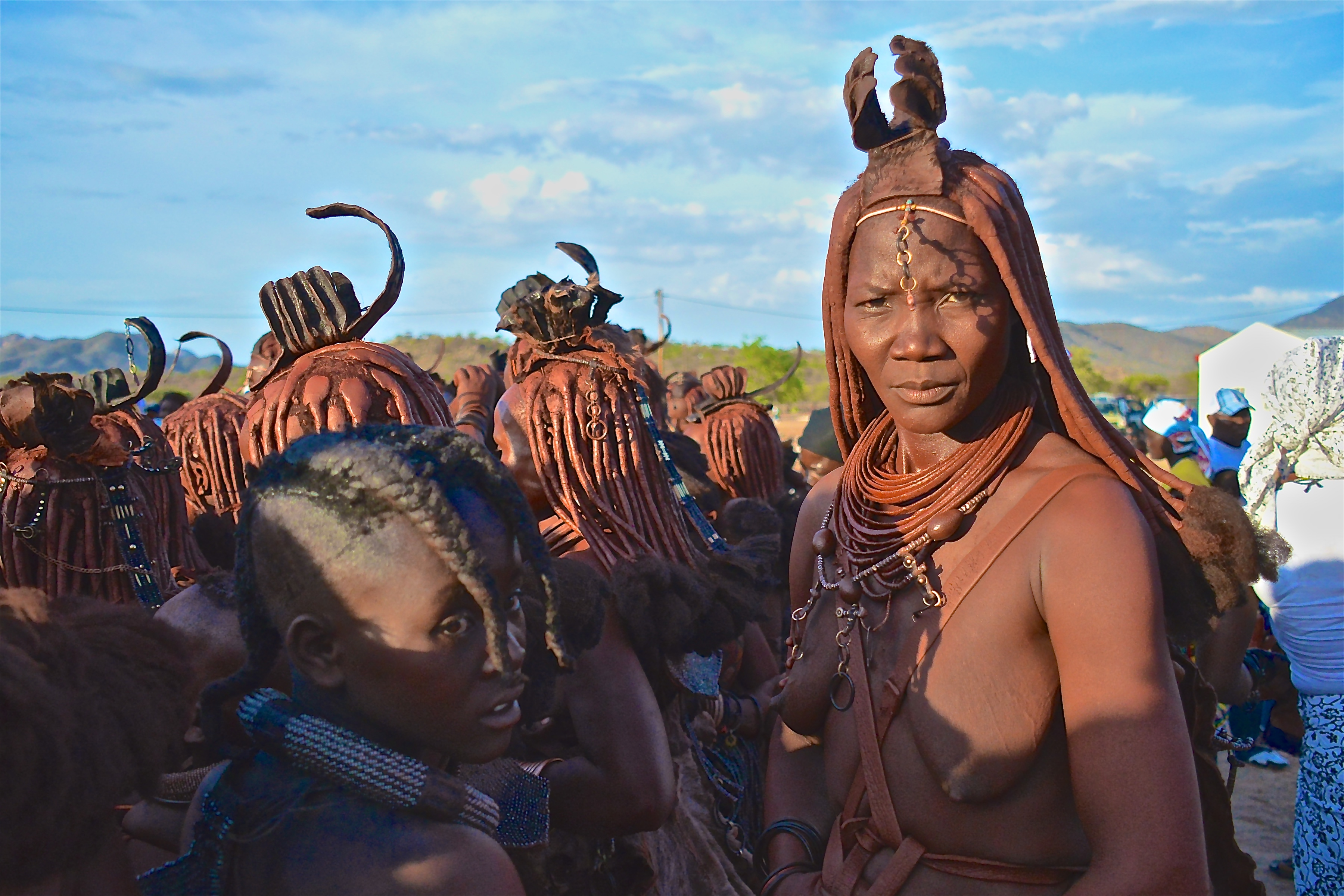
Kobiety z plemienia Himba na uroczystości w Namibe

Głównym źródłem utrzymania mieszkańców prowincji jest rolnictwo. Uprawia się tutaj głównie owoce cytrusowe, winogrono, gujawę, oraz proso. Duże znaczenie mają też rybołówstwo i hodowla kóz. 
Największą grupą etniczną są Hererowie. W prowincji znajduje się też Park Narodowy Iona. 
Portugalczycy przybyli po raz pierwszy w okolice Namibe w 1485 roku i nazwali ten region Mocamedes.

## Podział administracyjny
W skład prowincji wchodzi 5 hrabstw:
| - Moçâmedes - Bibala - Virei - Camucuio - Tômbua |